# Інсуліноподібний фактор росту 1
Інсуліноподібний фактор росту 1 (ІФР-1, англ. Insulin like growth factor, 1 IGF-1) або соматомедін C – білок, який кодується геном IGF1, розташованим у людини на довгому плечі 12-ї хромосоми. Довжина поліпептидного ланцюга білка становить 195 амінокислот, а молекулярна маса — 21 841.
Поліпептидний гормон та фактор росту, подібний за структурою до інсуліну. Він здійснює ендокринну, автокринну і паракринну регуляцію процесів росту і розвитку і грає важливу роль в рості дитини та має анаболічний ефект в дорослих.
Цей ген є висококонсервативним у різних видів ссавців, зокрема й у ділянці промотору та інших регуляторних послідовностей, що свідчить про наявність шляхів регуляції із залученням ІФР-1 у предків сучасних ссавців.
В ембріонів бика ІФР-1 синтезується, починаючи з ранніх етапів дроблення, на стадії бластоцисти та гаструляції.